# Ingrida Ardišauskaitė
Ingrida Ardišauskaitė (* 17. Januar 1993 in Utena) ist eine ehemalige litauische Skilangläuferin.

## Werdegang
Ardišauskaitė nahm von 2008 bis 2017 an Wettbewerben der Fédération Internationale de Ski teil. Ihre besten Resultate bei den nordischen Skiweltmeisterschaften 2011 in Oslo waren der 58. Rang über 10 km klassisch und der 14. Platz im Teamsprint. Ihr erstes von insgesamt 11 Weltcuprennen lief sie im Dezember 2012 in Otepää, welches sie mit dem 55. Platz im Sprint beendete. Im Februar 2013 erreichte sie in Sotschi mit dem 51. Platz im Skiathlon ihr bestes Ergebnis im Weltcup. Bei den nordischen Skiweltmeisterschaften 2013 im Val di Fiemme waren der 64. Platz im 15-km-Skiathlon und der 20. Rang im Teamsprint ihre besten Platzierungen. Bei den Olympischen Winterspielen 2014 in Sotschi belegte sie den 67. Platz 10 km klassisch und den 62. Platz im Sprint.